# مادر مجرد (فیلم ۱۹۳۲)
مادر مجرد (انگلیسی: Bachelor Mother) یک فیلم است که در سال ۱۹۳۲ منتشر شد.